# Liste des pays par point le plus au sud
Cet article recense la liste des pays et territoires à statut spécial ordonnés selon la latitude de leur extrémité sud.

## Méthodologie
La liste suivante contient les 193 pays dont l'indépendance est généralement reconnue. Elle contient également le Kosovo et Taïwan, régions fonctionnellement indépendantes mais dont l'indépendance ne fait pas consensus, ainsi que la Palestine et le Sahara occidental. Les éventuels désaccords de territoire entre pays sont également indiqués. Pour le classement, seuls les 193 pays mentionnés ci-dessus sont pris en compte.
Seules les parties terrestres des pays sont prises en compte. Les éventuelles eaux intérieures, eaux territoriales ou zones économiques exclusives ne sont pas considérées ici.
Lorsque des pays contiennent des territoires à statut spécial ou très éloignés (territoires d'outre-mer, par exemple), ils sont comptabilisés pour le classement de ce pays dans la liste.
Les revendications territoriales sur l'Antarctique ne sont pas prises en compte.

## Liste
| Rang | Pays ou territoire                                                           | Lieu                                                                                      | Coordonnées   |
| ---- | ---------------------------------------------------------------------------- | ----------------------------------------------------------------------------------------- | ------------- |
|      | Antarctique                                                                  | Pôle Sud                                                                                  | 90° 00′ S     |
|      | Cercle Antarctique                                                           |                                                                                           | 66° 33′ S     |
| 1    | Royaume-Uni                                                                  | Île Thule, îles Sandwich du Sud                                                           | 59° 27′ S     |
| 2    | Chili                                                                        | Îles Diego Ramirez                                                                        | 56° 30′ S     |
| 3    | Argentine                                                                    | Grande île de la Terre de Feu, Terre de Feu, Antarctique et Îles de l'Atlantique Sud      | 55° 04′ S     |
| 4    | Australie                                                                    | Île Macquarie                                                                             | 54° 47′ S     |
| 5    | Norvège                                                                      | Île Bouvet                                                                                | 54° 28′ S     |
| 6    | Nouvelle-Zélande                                                             | Île Campbell                                                                              | 52° 37′ S     |
| 7    | France                                                                       | Îles de Boynes, Kerguelen, Terres australes et antarctiques françaises                    | 50° 01′ S     |
| 8    | Afrique du Sud                                                               | Île Marion, archipel du Prince-Édouard                                                    | 46° 59′ S     |
| 9    | Uruguay                                                                      | Au large de Punta del Este, Maldonado                                                     | 35° 02′ S     |
| 10   | Brésil                                                                       | Près de Barra do Chuí, Rio Grande do Sul                                                  | 33° 45′ S     |
| 11   | Lesotho                                                                      |                                                                                           | 30° 40′ S     |
| 12   | Namibie                                                                      | Près d'Onseepkans                                                                         | 28° 58′ S     |
| 13   | Paraguay                                                                     | Misiones                                                                                  | 27° 36′ S     |
| 14   | Eswatini                                                                     | Près de Lavumisa                                                                          | 27° 19′ S     |
| 15   | Botswana                                                                     | Bokspits                                                                                  | 26° 54′ S     |
| 16   | Mozambique                                                                   | Kosl                                                                                      | 26° 52′ S     |
| 17   | Madagascar                                                                   | Cap Vohimena                                                                              | 25° 37′ S     |
|      | Tropique du Capricorne                                                       |                                                                                           | 23° 26′ 21″ S |
| 18   | Bolivie                                                                      |                                                                                           | 22° 54′ S     |
| 19   | Zimbabwe                                                                     | Tripoint Afrique du Sud / Mozambique / Zimbabwe                                           | 22° 25′ S     |
| 20   | Tonga                                                                        | Près d'Eili, île Ata                                                                      | 22° 21′ S     |
| 21   | Fidji                                                                        |                                                                                           | 21° 02′ S     |
| 22   | Maurice                                                                      | Près de Souillac                                                                          | 20° 32′ S     |
| 23   | Vanuatu                                                                      | Anatom                                                                                    | 20° 15′ S     |
| 24   | Pérou                                                                        |                                                                                           | 18° 21′ S     |
| 25   | Zambie                                                                       |                                                                                           | 18° 05′ S     |
| 26   | Angola                                                                       |                                                                                           | 18° 02′ S     |
| 27   | Malawi                                                                       |                                                                                           | 17° 07′ S     |
| 28   | États-Unis                                                                   | Atoll Rose, Samoa américaines                                                             | 14° 34′ S     |
| 29   | Samoa                                                                        |                                                                                           | 14° 04′ S     |
| 30   | République démocratique du Congo                                             | Katanga                                                                                   | 13° 27′ S     |
| 31   | Îles Salomon                                                                 |                                                                                           | 13° 04′ S     |
| 32   | Comores                                                                      |                                                                                           | 12° 25′ S     |
| 33   | Papouasie-Nouvelle-Guinée                                                    |                                                                                           | 11° 46′ S     |
| 34   | Tanzanie                                                                     |                                                                                           | 11° 45′ S     |
| 35   | Kiribati                                                                     |                                                                                           | 11° 26′ S     |
| 36   | Indonésie                                                                    | Petites îles de la Sonde orientales                                                       | 11° 00′ S     |
| 37   | Tuvalu                                                                       |                                                                                           | 10° 48′ S     |
| 38   | Seychelles                                                                   | Atoll Farquhar                                                                            | 10° 12′ S     |
| 39   | Timor oriental                                                               | Pointe sud d'Oecussi-Ambeno                                                               | 09° 30′ S     |
| 40   | République du Congo                                                          |                                                                                           | 05° 02′ S     |
| 41   | Équateur                                                                     | Zamora-Chinchipe                                                                          | 05° 00′ S     |
| 42   | Kenya                                                                        |                                                                                           | 04° 43′ S     |
| 43   | Burundi                                                                      | Colline Chibumba                                                                          | 04° 28′ S     |
| 44   | Colombie                                                                     | Quebrada de San Antonio, près de Leticia, Amazonas                                        | 04° 14′ S     |
| 45   | Gabon                                                                        |                                                                                           | 03° 59′ S     |
| 46   | Rwanda                                                                       |                                                                                           | 02° 51′ S     |
| 47   | Somalie                                                                      |                                                                                           | 01° 40′ S     |
| 48   | Ouganda                                                                      |                                                                                           | 01° 29′ S     |
| 49   | Guinée équatoriale                                                           | San Antonio, Annobón                                                                      | 01° 28′ S     |
| 50   | Maldives                                                                     |                                                                                           | 00° 42′ S     |
| 51   | Nauru                                                                        | Yaren                                                                                     | 00° 33′ S     |
| 52   | Sao Tomé-et-Principe                                                         |                                                                                           | 00° 01′ S     |
|      | Équateur                                                                     |                                                                                           | 00° 00′ 00″   |
| 53   | Venezuela                                                                    | Amazonas                                                                                  | 00° 40′ N     |
| 54   | Malaisie                                                                     | Sarawak                                                                                   | 00° 51′ N     |
| 55   | États fédérés de Micronésie                                                  | Kapingamarangi                                                                            | 01° 01′ N     |
| 56   | Singapour                                                                    | Pulau Satumu                                                                              | 01° 09′ N     |
| 57   | Guyana                                                                       |                                                                                           | 01° 11′ N     |
| 58   | Cameroun                                                                     |                                                                                           | 01° 39′ N     |
| 59   | Suriname                                                                     | Sipaliwini                                                                                | 01° 50′ N     |
| 60   | République centrafricaine                                                    |                                                                                           | 02° 13′ N     |
| 61   | Palaos                                                                       |                                                                                           | 03° 00′ N     |
| 62   | Éthiopie                                                                     |                                                                                           | 03° 24′ N     |
| 63   | Soudan                                                                       |                                                                                           | 03° 29′ N     |
| 64   | Chine                                                                        | Récif James                                                                               | 03° 58′ N     |
| 65   | Brunei                                                                       |                                                                                           | 04° 00′ N     |
| 66   | Nigeria                                                                      |                                                                                           | 04° 17′ N     |
| 67   | Côte d'Ivoire                                                                |                                                                                           | 04° 21′ N     |
| 68   | Liberia                                                                      | Cap des Palmes                                                                            | 04° 21′ N     |
| 69   | Philippines                                                                  | Tawi-Tawi                                                                                 | 04° 25′ N     |
| 70   | Marshall                                                                     | Ebon                                                                                      | 04° 34′ N     |
| 71   | Ghana                                                                        | Cap Three Points                                                                          | 04° 44′ N     |
| 72   | Thaïlande                                                                    | Yala                                                                                      | 05° 37′ N     |
| 73   | Sri Lanka                                                                    | Dondra Head                                                                               | 05° 55′ N     |
| 74   | Togo                                                                         | Lomé                                                                                      | 06° 07′ N     |
| 75   | Bénin                                                                        |                                                                                           | 06° 14′ N     |
| 76   | Inde                                                                         | Pointe Indira, Grande Nicobar, îles Andaman-et-Nicobar                                    | 06° 44′ N     |
| 77   | Sierra Leone                                                                 | Mano-Kpende                                                                               | 06° 56′ N     |
| 78   | Panama                                                                       | Parc national de Cerro Hoya, Veraguas                                                     | 07° 11′ N     |
| 79   | Guinée                                                                       | Rencontre de la rivière Mani avec la frontière avec le Liberia                            | 07° 12′ N     |
| 80   | Tchad                                                                        | Près de Deng                                                                              | 07° 27′ N     |
| 81   | Costa Rica                                                                   | Puntarenas                                                                                | 08° 02′ N     |
| 82   | Viêt Nam                                                                     |                                                                                           | 08° 25′ N     |
| 83   | Burkina Faso                                                                 |                                                                                           | 09° 24′ N     |
| 84   | Birmanie                                                                     | Île Christie, îles Mergui                                                                 | 09° 36′ N     |
| 85   | Trinité-et-Tobago                                                            | Trinité                                                                                   | 10° 02′ N     |
| 86   | Mali                                                                         |                                                                                           | 10° 10′ N     |
| 87   | Cambodge                                                                     |                                                                                           | 10° 21′ N     |
|      | Taïwan                                                                       | Itu Aba                                                                                   | 10° 23′ N     |
| 88   | Nicaragua                                                                    | Trinidad, Río San Juan                                                                    | 10° 43′ N     |
| 89   | Guinée-Bissau                                                                |                                                                                           | 10° 52′ N     |
| 90   | Djibouti                                                                     |                                                                                           | 10° 55′ N     |
| 91   | Niger                                                                        | Tripoint Bénin/Niger/Nigeria                                                              | 11° 42′ N     |
| 92   | Pays-Bas                                                                     | Antilles néerlandaises                                                                    | 11° 58′ N     |
| 93   | Grenade                                                                      |                                                                                           | 11° 59′ N     |
| 94   | Yémen                                                                        | Darash, archipel de Socotra                                                               | 12° 07′ N     |
| 95   | Sénégal                                                                      |                                                                                           | 12° 18′ N     |
| 96   | Érythrée                                                                     |                                                                                           | 12° 22′ N     |
| 97   | Saint-Vincent-et-les-Grenadines                                              |                                                                                           | 12° 32′ N     |
| 98   | Honduras                                                                     | Choluteca                                                                                 | 12° 59′ N     |
| 99   | Barbade                                                                      | South Point                                                                               | 13° 02′ N     |
| 100  | Gambie                                                                       |                                                                                           | 13° 04′ N     |
| 101  | Salvador                                                                     | La Unión                                                                                  | 13° 09′ N     |
| 102  | Sainte-Lucie                                                                 | Près de l'aéroport d'Hewanorra                                                            | 13° 42′ N     |
| 103  | Guatemala                                                                    | Près de Garita Chapina, Jutiapa                                                           | 13° 44′ N     |
| 104  | Laos                                                                         |                                                                                           | 13° 55′ N     |
| 105  | Mexique                                                                      | Près de Las Mareas del Suchiate, Chiapas                                                  | 14° 32′ N     |
| 106  | Mauritanie                                                                   |                                                                                           | 14° 43′ N     |
| 107  | Cap-Vert                                                                     | Brava                                                                                     | 14° 48′ N     |
| 108  | Dominique                                                                    |                                                                                           | 15° 12′ N     |
| 109  | Belize                                                                       |                                                                                           | 15° 53′ N     |
| 110  | Arabie saoudite                                                              | Île Fasht                                                                                 | 16° 05′ N     |
| 111  | Oman                                                                         |                                                                                           | 16° 39′ N     |
| 112  | Antigua-et-Barbuda                                                           | Redonda                                                                                   | 16° 55′ N     |
| 113  | Saint-Christophe-et-Niévès                                                   | Devil's Cave, Niévès                                                                      | 17° 06′ N     |
| 114  | République dominicaine                                                       | Île Alto Velo, parc national de Jaragua                                                   | 17° 28′ N     |
| 115  | Jamaïque                                                                     | Portland Point                                                                            | 17° 42′ N     |
| 116  | Haïti                                                                        | Gravois                                                                                   | 18° 01′ N     |
| 117  | Algérie                                                                      |                                                                                           | 18° 58′ N     |
| 118  | Libye                                                                        | Tripoint Libye/Soudan/Tchad                                                               | 19° 30′ N     |
| 119  | Cuba                                                                         | Desembarco del Granma, Granma                                                             | 19° 50′ N     |
| 120  | Japon                                                                        | Okinotorishima                                                                            | 20° 25′ N     |
| 121  | Bangladesh                                                                   | Chittagong                                                                                | 20° 34′ N     |
|      | Sahara occidental (ou Maroc, suivant le point de vue)                        | Cap Blanc                                                                                 | 20° 47′ N     |
| 122  | Bahamas                                                                      | Inagua                                                                                    | 20° 55′ N     |
| 123  | Égypte                                                                       | Gouvernorat de la mer Rouge                                                               | 21° 44′ N     |
| 124  | Émirats arabes unis                                                          | Abou Dabi                                                                                 | 22° 38′ N     |
|      | Tropique du Cancer                                                           |                                                                                           | 23° 26′ 21″ N |
| 125  | Pakistan                                                                     | Rann de Kutch, Sind                                                                       | 23° 42′ N     |
| 126  | Qatar                                                                        |                                                                                           | 24° 29′ N     |
| 127  | Iran                                                                         | Sud de Pasābandar, Sistan-o-Balouchestan                                                  | 25° 03′ 35″ N |
| 128  | Bahreïn                                                                      |                                                                                           | 25° 34′ N     |
| 129  | Népal                                                                        | Près de Biratnagar, Frontière avec l'Inde                                                 | 26° 22′ N     |
| 130  | Bhoutan                                                                      | Frontière avec l'Inde                                                                     | 26° 43′ N     |
| 131  | Espagne                                                                      | El Hierro, îles Canaries                                                                  | 27° 38′ N     |
| 132  | Maroc (en ne considérant pas le Sahara occidental comme territoire marocain) | Frontière avec le Sahara occidental (contesté)                                            | 27° 40′ N     |
| 133  | Koweït                                                                       | Frontière avec l'Arabie saoudite                                                          | 28° 32′ N     |
| 134  | Irak                                                                         | Frontière avec l'Arabie saoudite                                                          | 29° 04′ N     |
| 135  | Jordanie                                                                     | Intersection de la ligne ferroviaire Amman-Tabuk avec la frontière avec l'Arabie saoudite | 29° 11′ N     |
| 136  | Afghanistan                                                                  | Frontière avec le Pakistan                                                                | 29° 23′ N     |
| 137  | Israël                                                                       | Près d'Eilat, district sud                                                                | 29° 30′ N     |
| 138  | Tunisie                                                                      | Tripoint Algérie/Libye/Tunisie                                                            | 30° 15′ N     |
|      | Palestine                                                                    | Gaza                                                                                      | 31° 13′ N     |
| 139  | Syrie                                                                        | Frontière avec la Jordanie                                                                | 32° 19′ N     |
| 140  | Portugal                                                                     | Selvagem Pequena, Madère                                                                  | 32° 24′ N     |
| 141  | Liban                                                                        | Frontière avec Israël                                                                     | 33° 03′ N     |
| 142  | Corée du Sud                                                                 | Marado, Jeju-do                                                                           | 33° 06′ N     |
| 143  | Chypre                                                                       | Cap Gata                                                                                  | 34° 34′ N     |
| 144  | Grèce                                                                        | Gavdos, Crète                                                                             | 34° 49′ N     |
|      | Chypre du Nord                                                               |                                                                                           | 35° 00′ N     |
| 145  | Turkménistan                                                                 | Frontière avec le Turkménistan                                                            | 35° 09′ N     |
| 146  | Italie                                                                       | Lampedusa                                                                                 | 35° 30′ N     |
| 147  | Malte                                                                        | Delimara, Marsaxlokk                                                                      | 35° 47′ N     |
| 148  | Turquie                                                                      | Hatay, frontière avec la Syrie                                                            | 35° 49′ N     |
| 149  | Tadjikistan                                                                  | Frontière avec l'Afghanistan                                                              | 36° 40′ N     |
| 150  | Ouzbékistan                                                                  | Tripoint Afghanistan/Ouzbékistan/Tadjikistan                                              | 37° 11′ N     |
| 151  | Corée du Nord                                                                | Kangryong, Hwanghae du Sud                                                                | 37° 40′ N     |
| 152  | Azerbaïdjan                                                                  | Frontière avec l'Iran                                                                     | 38° 24′ N     |
| 153  | Arménie                                                                      | Frontière avec l'Iran                                                                     | 38° 50′ N     |
| 154  | Kirghizistan                                                                 | Frontière avec le Tadjikistan                                                             | 39° 10′ N     |
| 155  | Albanie                                                                      | Saranda, frontière avec la Grèce                                                          | 39° 39′ N     |
| 156  | Kazakhstan                                                                   | Frontière avec l'Ouzbékistan                                                              | 40° 34′ N     |
| 157  | Macédoine du Nord                                                            | Frontière avec la Grèce                                                                   | 40° 52′ N     |
| 158  | Géorgie                                                                      | Frontière avec l'Azerbaïdjan                                                              | 41° 03′ N     |
| 159  | Russie                                                                       | Daghestan, frontière avec l'Azerbaïdjan                                                   | 41° 11′ N     |
| 160  | Bulgarie                                                                     | Frontière avec la Grèce                                                                   | 41° 15′ N     |
| 161  | Mongolie                                                                     | Frontière avec la Chine                                                                   | 41° 34′ N     |
| 162  | Canada                                                                       | Île Middle, lac Érié, Ontario                                                             | 41° 41′ N     |
| 163  | Monténégro                                                                   | Frontière avec l'Albanie                                                                  | 41° 51′ N     |
| 164  | Vatican                                                                      | Frontière avec l'Italie                                                                   | 41° 54′ N     |
| 165  | Kosovo (si indépendant) / Serbie (si non indépendant)                        | Frontière avec la Macédoine du Nord                                                       | 41° 85′ N     |
|      | Serbie (hors Kosovo)                                                         | Près du tripoint Kosovo/Macédoine du Nord/Serbie                                          | 42° 15′ N     |
| 166  | Croatie                                                                      | Galijula, mer Adriatique                                                                  | 42° 23′ N     |
| 167  | Andorre                                                                      | Frontière avec l'Espagne                                                                  | 42° 26′ N     |
| 168  | Bosnie-Herzégovine                                                           | Trebinje, près de la frontière avec le Monténégro                                         | 42° 34′ N     |
| 169  | Roumanie                                                                     | Teleorman, frontière avec la Bulgarie                                                     | 43° 38′ N     |
| 170  | Monaco                                                                       | Fontvieille, côte méditerranéenne, Frontière avec la France                               | 43° 44′ N     |
| 171  | Saint-Marin                                                                  | Frontière avec l'Italie                                                                   | 43° 54′ N     |
| 172  | Ukraine                                                                      | Cap Sarytch, Crimée                                                                       | 44° 23′ N     |
| 173  | Slovénie                                                                     | Frontière avec la Croatie                                                                 | 45° 25′ N     |
| 174  | Moldavie                                                                     | Giurgiulești, tripoint Moldavie/Roumanie/Ukraine                                          | 45° 28′ N     |
| 175  | Hongrie                                                                      | Beremend, Frontière avec la Croatie                                                       | 45° 45′ N     |
| 176  | Suisse                                                                       | Pedrinate, Tessin, frontière avec l'Italie                                                | 45° 50′ N     |
| 177  | Autriche                                                                     | Carinthie, Frontière avec la Slovénie                                                     | 46° 23′ N     |
| 178  | Liechtenstein                                                                | Frontière avec la Suisse                                                                  | 47° 03′ N     |
| 179  | Allemagne                                                                    | Bavière, frontière avec l'Autriche                                                        | 47° 17′ N     |
| 180  | Slovaquie                                                                    | Patince, frontière avec la Hongrie                                                        | 47° 44′ N     |
| 181  | Tchéquie                                                                     | Près de Vyšší Brod, frontière avec l'Autriche                                             | 48° 33′ N     |
| 182  | Pologne                                                                      | Opołonek, frontière avec l'Ukraine                                                        | 49° 00′ N     |
| 183  | Luxembourg                                                                   | Frontière avec la France                                                                  | 49° 27′ N     |
| 184  | Belgique                                                                     | Luxembourg, Région wallonne, frontière avec la France                                     | 49° 30′ N     |
| 185  | Biélorussie                                                                  | Voblast de Homiel, Frontière avec l'Ukraine                                               | 51° 15′ N     |
| 186  | Irlande                                                                      | Fastnet Rock, comté de Cork                                                               | 51° 23′ N     |
| 187  | Lituanie                                                                     | Lazdijai, Frontière avec la Biélorussie                                                   | 53° 54′ N     |
| 188  | Danemark                                                                     | Falster, Storstrøm                                                                        | 54° 34′ N     |
| 189  | Suède                                                                        | Smygehuk, est de Trelleborg, Scanie                                                       | 55° 20′ N     |
| 190  | Lettonie                                                                     | Murani, Daugavpils, tripoint Biélorussie/Lettonie/Lituanie                                | 55° 40′ N     |
| 191  | Estonie                                                                      | Võrumaa, frontière avec la Lettonie                                                       | 57° 31′ N     |
| 192  | Finlande                                                                     | Bogskär, Föglö, Åland                                                                     | 59° 30′ N     |
| 193  | Islande                                                                      | Surtsey                                                                                   | 63° 17′ N     |
|      | Cercle Arctique                                                              |                                                                                           | 66° 33′ 39″ N |